# Mas del Roger
El Mas del Roger o Mas de Dalt és una obra de Cabassers (Priorat) protegida com a Bé Cultural d'Interès Local.

## Descripció
Conjunt d'edificis compost per un de principal i diversos auxiliars, amb una bassa propera. Consta de dos masos: el Mas de Dalt (sovint anomenat Mas Roger, com si aquest nom només es referís a aquest mas i no de tota la finca) i el Mas de Baix, a menys de 200 metres en línia recta l'un de l'altre. L'edifici principal, el Mas de Dalt, conté l'habitatge i una capella dedicada a Sant Miquel. El cos bàsic té planta baixa, amb dues portes, un pis, amb diverses finestres, i golfes, amb una sèrie d'arcades. La capella, perpendicular al cos principal, és de planta i dos pisos amb un campanar d'espadanya. El conjunt és generosament decorat amb ceràmiques i la resta pintadeta de blanc. El grup d'edificis es presenta mínimament urbanitzat, amb voreres i fanals.

## Història
El mas Roger es troba ja documentat el 1451, en una anotació al llibre de Corts del batlle de la baronia de Cabassers del 13 de febrer d'aquell any. Explotava amplies superfícies. Entre els anys 20 i els 30 del segle xx, fou modificat, renovat i engrandit, conferint-li el seu aspecte actual. La capella fou particularment modificada, per l'addició dels dos pisos superiors.
Del 1977 fins a mitjans de la dècada de 1980 algunes dependències del Mas de Dalt allotjaren una comuna, sota el patrocini de Josep Vidal i Llecha, alguns membres de la qual procedien de la comuna francesa Comunitat de l'Arca, fundada per Lanza del Vasto. Aquesta comuna no tenia res a veure amb l'establerta al veí Mas de Baix, dintre de la mateixa finca. Durant aquesta època, els dies 10 i 11 de març de 1979, el mas fou l'escenari d'una trobada d'objectors de consciència i d'insubmisos al servei militar, amb l'assistència de Pepe Beúnza.